# Prikken paa I en
Prikken paa I en est un collage réalisé par Kurt Schwitters en 1939. Il est conservé au musée national d'Art moderne, à Paris.